# MÁV XIIb
A MÁV XIIb osztályú gőzmozdonyokat  eredetileg a Debrecen-Hajdúnánási HÉV (röviden DHHÉV) számára építették 1884-ben a Hagans mozdonygyárában. A két szertartályos gőzmozdonynak a „Hajdúböszörmény” és a „Hajdúnánás” neveket adták. A helyiérdekű vasúttársaság vasútvonalát (tulajdonképpen a mai Debrecen–Tiszalök-vasútvonalat) a MÁV 1890-ben vette át, az átkerült gőzmozdonyokat a XIIb osztályba sorolták. A MÁV 1896-ban az egyik, majd 1897-ben a másik mozdonyt is eladta iparvágányok kiszolgálására.